# Lindholmens BK
Lindholmens BK (LBK) är en fotbollsklubb på Hisingen i Göteborg.
Klubben bildades 1932 på Lindholmen och spelar sina hemmamatcher på Länsmansgårdens IP. Den spelar för närvarande i division 6B. LBK firade nyligen 75-årsjubileum med bland andra Tobias Hysén som gäst och prisutdelare. Elitspelare som spelat med Lindholmen är bland andra Gunnar Gren, Tobias Hysén och Ken Fagerberg.